# It’s Always Sunny in Philadelphia
It’s Always Sunny in Philadelphia, oft Always Sunny abgekürzt, ist eine US-amerikanische Sitcom. Rob McElhenney kreierte die Serie unter Mitarbeit von Glenn Howerton.
It's Always Sunny wurde in den USA von 2005 bis 2012 zunächst auf dem Sender FX ausgestrahlt, seit September 2013 auf FXX. Im deutschsprachigen Raum war die Serie erstmals am 18. Januar 2007 auf dem deutschen Comedy Central zu sehen. Mit der 15. Staffel von 2021 wurde die Serie die am längsten laufende langlebigste nichtanimierte Comedyserie in der amerikanischen Fernsehgeschichte. Im Dezember 2020 wurde die Serie um vier Staffeln verlängert, sodass sie auf mindestens 18 Staffeln kommen wird.

## Handlung
Der Hauptteil der Handlung spielt im Paddy’s Pub, einer Bar in Philadelphia, die Dennis Reynolds, Mac McDonald und Charlie Kelly gehört. Dee, die Zwillingsschwester von Dennis, arbeitet dort als Barkeeperin. Der Pub leidet an chronischem Gästemangel, und so werden unterschiedliche Maßnahmen ergriffen, um den Profit zu steigern. Neben ihrer Tätigkeit im Pub geraten die Charaktere regelmäßig in Schwierigkeiten. Diese werden zumeist durch Flucht bewältigt, eine Lösung der Probleme findet nicht statt.
Sämtliche Hauptcharaktere sind selbstbezogen und egoistisch. Der eigene Vorteil ist jedem am wichtigsten und wird auch durchzusetzen versucht. Mögliche negative Folgen des Handelns werden von den Figuren nicht in ihre Überlegungen einbezogen. Amoralische Verhaltensweisen sind ebenfalls stark ausgeprägt. Dies zeigt sich beispielsweise bei einer Anti-Abtreibungs-Demonstration, an der Dennis und Mac kein inhaltliches Interesse haben, sondern diese nur dafür nutzen wollen, um Frauen kennenzulernen. Und auch als die Freunde ein Baby in einer Mülltonne finden, plädiert Frank dafür, es wieder an den Fundort zurückzubringen und es dort sich selbst zu überlassen.

## Figuren

### Hauptfiguren
Dennis Reynolds (Glenn Howerton) ist der Zwillingsbruder von Dee und Mitbesitzer des Paddy’s. Er legt besonderen Wert auf seine Kleidung und ist nach seiner eigenen Einschätzung unwiderstehlich. Obwohl der Pub kaum Geld einbringt, kann Dennis aufgrund des Wohlstands seiner Familie einen luxuriösen Lebensstil pflegen. Dennis hat einen Abschluss in Psychologie, was er besonders Dee gegenüber immer wieder betont, da sie ihr Psychologiestudium abgebrochen hat. Außerdem stellt er sich gegenüber seinen Freunden gerne als überaus intelligent dar.
Deandra “Dee” Reynolds (Kaitlin Olson) ist die Zwillingsschwester von Dennis und arbeitet als Kellnerin im Paddy’s. Sie studierte Psychologie, brach das Studium aber ab, um Schauspielerin zu werden. Dee ist sehr selbstbezogen und teilt meistens die Vorurteile ihrer Freunde. Sie verfällt in Panik, wenn sie über ältere Menschen nachdenkt oder mit ihnen konfrontiert wird. Von ihren Freunden wird sie ständig wegen ihres Aussehens, ihrem Mangel an Talent und für die Tatsache, dass sie eine Frau ist, kritisiert, was ihre Unsicherheiten noch verstärkt.
Ronald "Mac" McDonald (Rob McElhenney) ist der zweite Mitbesitzer des Paddy’s. Er ist seit seiner Kindheit mit Charlie befreundet und seit der Highschool mit Dennis. Er stammt aus einer zerrütteten Familie – sein Vater ist ein inhaftierter Drogendealer. Dieser versucht mehrfach, Mac für seine kriminellen Machenschaften einzuspannen, und Macs Mutter legt ständig ein gleichgültiges Verhalten an den Tag. Mac selbst ist stets darum bemüht, männlich zu wirken, geht aber allen Konflikten aus dem Weg.
Charlie Kelly (Charlie Day) ist der dritte Mitbesitzer des Paddy’s. Er ist seit seiner Kindheit mit Mac befreundet. Von allen Charakteren kann er als der jämmerlichste angesehen werden. Er legt auf Hygiene keinen besonderen Wert, lebt in elenden Verhältnissen und verbringt viel Zeit mit Schnüffeln. Er zeigt Anzeichen einer Lernbehinderung und von Dyslexie, weshalb er von seinen Freunden als zurückgeblieben angesehen wird.
Frank Reynolds (Danny DeVito) ist der juristische Vater von Dennis und Dee, aber nicht der biologische. Er war ein erfolgreicher Geschäftsmann, der auch vor illegalen Geschäftspraktiken nicht zurückschreckte. Nach der Scheidung von Dennis’ und Dees Mutter kommt es bei ihm zu einer Midlife Crisis. Im Laufe der Serie wird auch er ein Mitbesitzer des Paddy’s und Mitbewohner von Charlie, dessen möglicher Vater er ist. Obwohl er immer beteuert, nur das Beste für seine Kinder zu wollen, nutzt er sie ständig aus und spannt sie für seine Zwecke ein.

### Nebenfiguren
Mary Elizabeth Ellis spielt eine Kellnerin, deren Name jedoch nie enthüllt wird. Sie ist Charlies Traumfrau, hat aber selbst kein Interesse an ihm, sondern an Dennis. Jedoch scheitern ihre Bemühungen, Dennis’ Aufmerksamkeit zu gewinnen.
Ryan und Liam McPoyle (Nate Mooney und Jimmi Simpson) sind ehemalige Klassenkameraden von Mac und Charlie. In der Serie wird angedeutet, dass die beiden eine inzestuöse Beziehung zu ihrer taubstummen Schwester unterhalten. Sie sind erklärte Feinde von Charlie, da dieser einen Plan der beiden vereitelt hatte, um reich zu werden. Um sich an ihm zu rächen, überfallen sie in einer Episode das Pub und nehmen Charlie, seine Freunde und Frank als Geiseln.
Rickety Cricket (David Hornsby) war ein Mitschüler der Gang und wird seitdem von ihnen gequält. In der Serie taucht er das erste Mal als Pfarrer auf. Da ihn Dee aber mal wieder für ihre Zwecke ausnutzen will, gibt er seinen Job auf und will sie heiraten. Da das aber nie Dee's Interesse war und er nicht mehr zurück zur Kirche kann, wird er zum Penner. Von da an wird er von der Gang immer wieder aufgesucht, wenn sie mal einen Drogendealer oder Wrestler brauchen. Geld bekommt er nie für seine Dienste, stattdessen nutzen die Jungs nur seine Liebe für Dee aus.
Artemis (Artemis Pebdani) ist die einzige Freundin von Dee aus ihrem Schauspielkurs. Sie fällt besonders durch merkwürdige Gewohnheiten auf und ist sehr stark von ihren Fähigkeiten als Schauspielerin überzeugt.
Carmen (Brittany Daniel) ist eine Transfrau, die Macs Interesse weckt. Obwohl er sich stark zu Carmen hingezogen fühlt, stellt ihre Vergangenheit als Mann ein Problem für Mac dar.

## Hintergrund
Die Idee für die Fernsehserie stammt von Rob McElhenney. 2004 stellte sein Manager den Verantwortlichen des Fernsehsenders FX das Konzept für eine neue Sitcom vor. Eigens dafür drehten McElhenney, Glenn Howerton und Charlie Day eine Pilotfolge mit dem Titel “It’s Always Sunny on TV”. Obwohl der Pilot gerade einmal 200 US-Dollar kostete, konnten die Verantwortlichen von FX überzeugt werden und gaben die erste Staffel in Auftrag.
Die erste Staffel wurde in den USA ab dem 4. August 2005 ausgestrahlt und umfasst sieben Episoden. Laut McElhenney ging es in den ersten Episoden vor allem darum, die Serie so gut zu gestalten, dass sie um eine weitere Staffel verlängert wird. Von Kritikern wurde die Serie positiv aufgenommen. Hervorgehoben wurde unter anderem der bissige Humor, gerade wenn es um Tabuthemen wie Rasse oder Abtreibung geht.

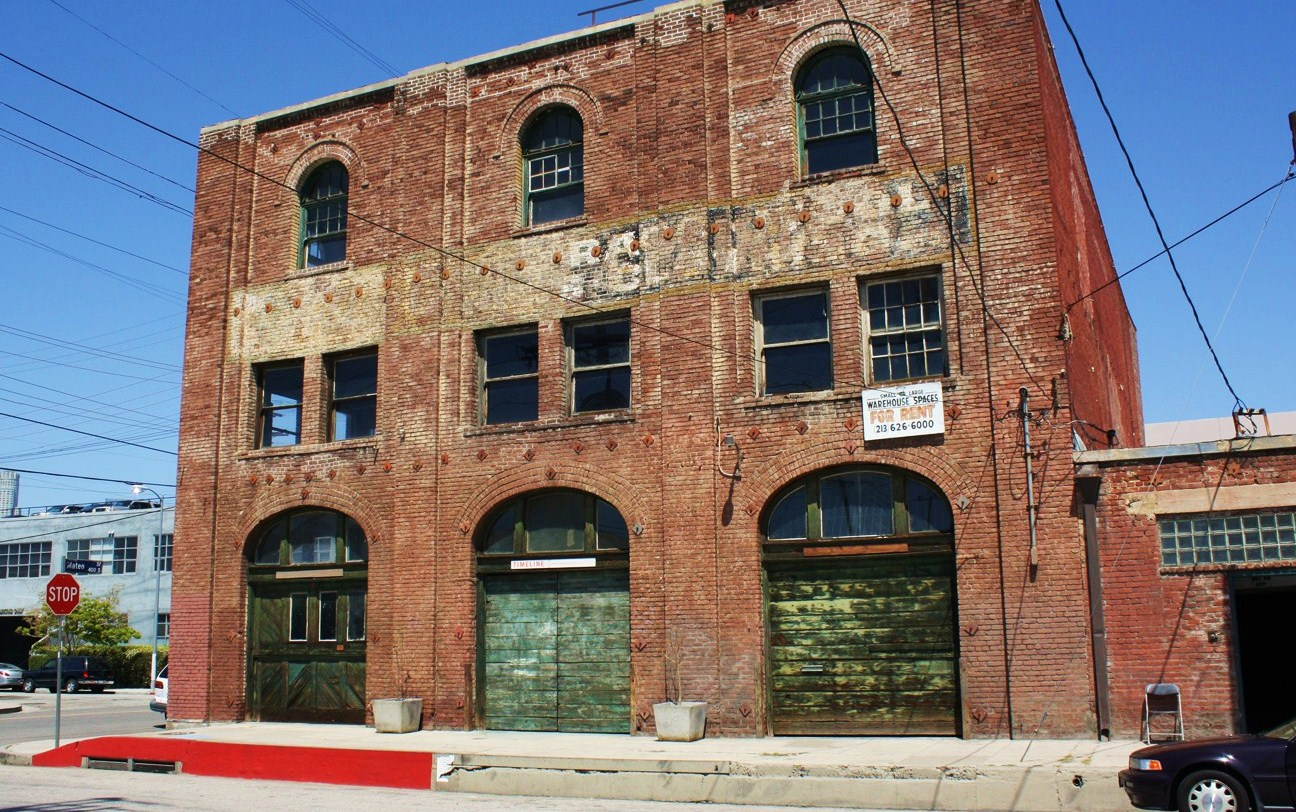
Vor dem Nate Starkman & Son Building in Los Angeles entstanden Außenaufnahmen des Paddy’s

Seit der zweiten Staffel gehört Danny DeVito zur Stammbesetzung. DeVito hatte seit seiner Hauptrolle in der Fernsehserie Taxi fast nur noch in größeren Filmproduktionen mitgewirkt, Gastauftritte in Fernsehserien waren die Ausnahme. Seine Hauptrolle in der Serie begründet er damit, dass er nach etwas Reizvollem gesucht habe.
Insgesamt wurden bisher 17 Staffeln der Serie produziert. Die Dreharbeiten fanden in Philadelphia und in Los Angeles statt, so vor dem Nate Starkman & Son Building, das für Außenaufnahmen des Paddy’s diente. Nach der dritten Staffel verzögerten sich die Dreharbeiten für die vierte Staffel aufgrund des Autorenstreiks im Jahr 2007. Mit dem Beginn der neunten Staffel wechselte die Serie am 4. September 2013 zum FX-Schwesternsender FXX und wird seither dort gezeigt. Im März 2013 wurde die Produktion einer zehnten Staffel bekannt gegeben. Fast genau ein Jahr später erhielt die Serie zwei weitere Staffeln. Seitdem ist sie, gemessen an der Laufzeit, die langlebigste nichtanimierte Comedyserie im US-Kabelfernsehen.

## Besetzung und Synchronisation
Die deutschsprachige Synchronisation der Staffeln 1 bis 5 entstand unter der Dialogregie von Michael Nowka durch die Synchronfirma Bavaria Film Synchron. Seit Staffel 6 wird sie von Peggy Sander und Peter Baatz-Mechler bei SDI Media Germany in Berlin synchronisiert.
| Rolle                  | Schauspieler   | Synchronsprecher                                            |
| ---------------------- | -------------- | ----------------------------------------------------------- |
| Dennis Reynolds        | Glenn Howerton | Robin Kahnmeyer                                             |
| Mac                    | Rob McElhenney | Boris Tessmann                                              |
| Deandra “Dee” Reynolds | Kaitlin Olson  | Anke Reitzenstein                                           |
| Charlie Kelly          | Charlie Day    | Gerrit Schmidt-Foß                                          |
| Frank Reynolds         | Danny DeVito   | Klaus Sonnenschein (Staffel 1–5) Axel Lutter (ab Staffel 6) |

## Auszeichnungen
Satellite Awards
- 2008: Nominierung in der Kategorie Beste Fernsehserie (Komödie/Musical)
- 2008: Nominierung in der Kategorie Bester Darsteller in einer Serie (Komödie/Musical) für Danny DeVito

## DVD-Veröffentlichung
Deutschland
- Staffel 1 und 2 erschienen am 22. Mai 2009

Vereinigte Staaten
- Staffel 1 und 2 erschienen am 4. September 2007
- Staffel 3 erschien am 9. September 2008
- Staffel 4 erschien am 15. September 2009
- Staffel 5 erschien am 14. September 2010
- Staffel 6 erschien am 13. September 2011
- Staffel 7 erschien am 9. Oktober 2012
- Staffel 8 erschien am 3. September 2013
- Staffel 9 erschien am 2. September 2014
- Staffel 10 erschien am 1. Januar 2016
- Staffel 11 erschien am 3. Januar 2017
- Staffel 12 erschien am 4. September 2018
- Staffel 13 erschien am 27. August 2019